# فاليري ناهايو
فاليري ناهايو (15 أبريل 1984 ببوجومبورا في بوروندي - ) هو لاعب كرة قدم بوروندي في مركز الدفاع. شارك مع منتخب بوروندي لكرة القدم. أما مع النوادي، فقد لعب مع نادي غينت ونادي كايزر تشيفز ونادي مبومالانجا بلاك أسأت ونادي جومو كوزموز وMuzinga FC ‏.

## وصلات خارجية
- فاليري ناهايو على موقع الاتحاد الدولي (مؤرشف)  (الإنجليزية)
- فاليري ناهايو على موقع قاعدة بيانات كرة القدم.إي يو (الإنجليزية)
- فاليري ناهايو على موقع ناشيونال فوتبول تيمز (الإنجليزية)
- فاليري ناهايو على موقع Soccerway.com (الإنجليزية)
- فاليري ناهايو على موقع AS.com (الإسبانية)